# Совка хлопковая

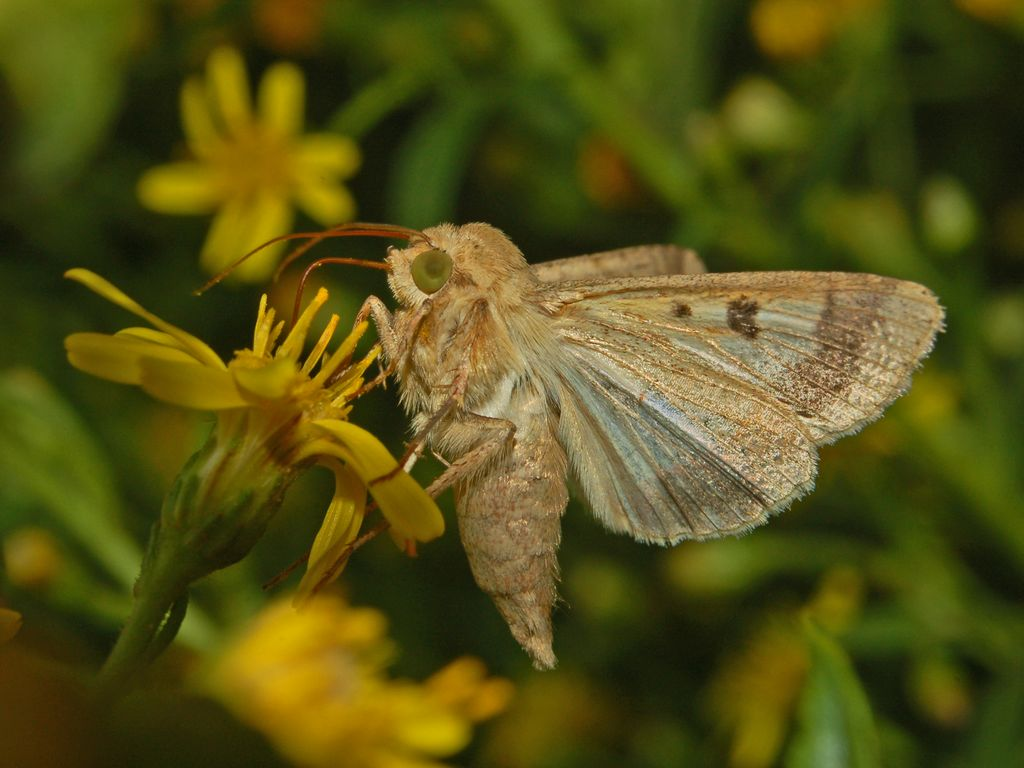

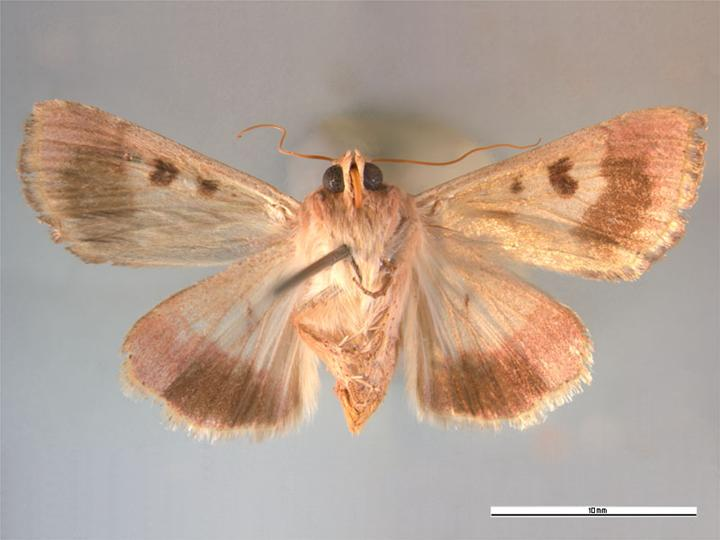
Нижняя сторона крыльев

Совка хлопковая (лат. Helicoverpa armigera) — бабочка семейства совок, чьи гусеницы питаются разнообразными растениями, включая культивируемые. Опасный вредитель сельскохозяйственных культур.

## Ареал
Преимущественно тропическая и субтропическая области, а также Средняя и Южная Европа, умеренные области Азии, Африка, Австралия, Океания. Высокая численность отмечалась в Албании,  Алжире, Болгарии, Египте, Испании, Португалии, Германии, Греции, Израиле, Иране, Украине, Молдавии, Предкавказье, Закавказье, Казахстане, Средней Азии, южной России. В России ареал хлопковой совки охватывает лесостепную и степную зоны, достигая южной границы тайги. Мигрант, способный достигать Скандинавии и других северных территорий.

## Экология
Хлопковая совка — полициклический вид. На Северном Кавказе развивается 2—3 поколения, в Азербайджане и Средней Азии — 3—4 поколения, на юге Таджикистана — 5 поколений. Сумма эффективных температур для развития 1 поколения 550° при пороге 11°C. Вылет бабочек начинается при среднесуточной температуре +18—20 °C: в Средней Азии — в середине апреля, в Азербайджане — в середине мая, на Украине — в середине июня. Вылет бабочек длится более месяца. Лёт бабочек разных поколений обычно перекрывается и продолжается до октября-ноября. Для откладки яиц бабочки нуждаются в питании нектаром. Они активны в сумерки и ночью. Развитие совки зависит от температуры и осадков, особенно в зимне-весенний период. Численность зависит от активности энтомофагов (хищники и паразиты) и энтомопатогенов. Гусеницы 1—2 возрастов питаются листьями, 3—6–генеративными органами. Широкий полифаг. В России и сопредельных странах гусеницы заселяют более 120 видов растений; из сорняков предпочитают — паслён, дурман, белену, лебеду, канатник и щирицу. Продолжительность жизни имаго в зависимости от температуры 20—40 дней. Плодовитость 500—1000 яиц (максимально до 3000). Яйца откладываются по 1, реже по 2—3 на листья и генеративные органы растений: цветки, прицветники, бутоны (хлопчатник, нут, томаты), на нити початков, метелки и опушенные части стебля (кукуруза). Продолжительность развития яиц летом 2—4 суток, а весной и осенью 4—12 суток. Гусеницы развиваются в течение 13—22 дней. Куколки развиваются в почве на глубине 4—10 см, а также в коробочках хлопчатника или на початках кукурузы, в течение 10—15 дней. Зимуют куколки в почве (в «колыбельках»).
В Бразилии генетиками выявлен гибрид видов Helicoverpa armigera и Helicoverpa zea (американской кукурузной совки), развивший устойчивость ко всем пестицидам.

## Хозяйственное значение
Наибольший ущерб наносит хлопчатнику, томатам, кукурузе, нуту, люцерне, табаку. Может повреждать сою, горох, тыкву, кабачки, клещевину, кенаф, джут. Экономический порог вредоносности в Средней Азии на тонковолокнистом хлопчатнике составляет 3—5 гус./100 раст., а на средневолокнистом — 8—12 гус./100 раст. На сильно повреждённых участках урожай хлопка-сырца снижается на 30% и более. Защитные мероприятия: возделывание устойчивых сортов, уничтожение сорняков, удаление с поля растительных остатков после уборки урожая, глубокая зяблевая вспашка, междурядные обработки, зимние поливы для уничтожения куколок, обработка инсектицидами растений в период развития гусениц, выпуски паразитов Trichogramma spp., Habrobracon hebetor, а также использование биопрепаратов лепидоцид, вирин-ХС, дендробациллин и битоксибациллин.